# فنسنت نولان
فنسنت نولان (بالإنجليزية: Vincent Nolan)‏ هو ضابط شرطة أيرلندي، ولد في 27 أغسطس 1936، وتوفي في 25 يناير 1980.